# Rhizobium leguminosarum
Rhizobium leguminosarum è un batterio azotofissatore, gram-negativo, specie tipo del genere Rhizobium. È molto importante perché si trova sulle radici di alcune leguminose e fissa per loro l'azoto atmosferico (funzione che in genere è svolta dai cianobatteri).
Il genoma di R. leguminosarum è stato sequenziato nel 2006.